# Шварцбурги
Родът на Шварцбургите (на немски: Haus Schwarzburg) е една от най-старите благороднически фамилии на Тюрингия.
Фамилията се нарича на замъка Шварцбург. За пръв път тя е засвидетелствана в документ от 1071 г. като „свартцинбург“ („swartzinburg“).
Основател на фамилията е Зицо III (* ок. 1093, † 19 юни 1160), граф на Шварцбург и от 1141 г. също граф на Кефернбург. Той е първият, който е наречен „граф фон Шварцбург“, споменат през 1123 г. като свидетел в документ на архиепископа на Майнц.
През 1349 г. Гюнтер XXI фон Шварцбург-Бланкенбург е антикрал на крал (и по-късно император) Карл IV.
През 1599 г. са създадени двете графства и по-късни княжества Шварцбург-Рудолщат и Шварцбург-Зондерсхаузен. Последният регент на двете княжества до Ноемврийската революция 1918 г. е княз Гюнтер Виктор (1852 – 1925).

## Сеньори на Кефернбург и Шварцбург
- Зигер фон Кефернбург († пр. 1005), сеньор на Кефернбург, граф в Тюрингия
- Зицо I († 1005), син на Зигер, сеньор на Кефернбург
- Гюнтер II († 1062), син на Зицо I, сеньор на Кефернбург до 1062
- Зицо II († ок. 1075), син на Зицо I, сеньор на Кефернбург 1062 – 1075
- Гюнтер III († 1109/1114), син на Зицо II, сеньор на Кефернбург, ок. 1075 – 1109/14, 1-ви сеньор на Шварцбург
- Зицо III († 1160), сеньор от 1109/14, а от 1141 граф на Кефернбург, сеньор 1109/14, от 1123 граф на Шварцбург

## Графове на Шварцбург и Кефернбург
- Гюнтер I († 1109), жени се (сл. 1087) за Мехтхилд от Киев (* 1076), дъщеря на принц Ярополк Изяславич от Туров
- Зицо III (1109 – 1160)
- Гюнтер II (1160 – 1197)
- Хайнрих II (1197 – 1236), граф на Шварцбург-Бланкенбург
- Гюнтер VII (1236 – 1274)
- Гюнтер IX (1274 – 1289)
- Гюнтер XII (1289 – 1308)
- Хайнрих VII (1308 – 1324), баща на крал Гюнтер XXI
- Гюнтер XL (1526 – 1552)
- Албрехт VII от Шварцбург-Рудолщат (1583 – 1605)
- Йохан Гюнтер I от Шварцбург-Зондерсхаузен (1583 – 1586)